# Slavoška
Slavoška – wieś (obec) na Słowacji położona w kraju koszyckim, w powiecie Rożniawa. Pierwsze wzmianki o miejscowości pochodzą z roku 1563. 
Według danych z dnia 31 grudnia 2012, wieś zamieszkiwało 131 osób, w tym 65 kobiet i 66 mężczyzn.
W 2001 roku rozkład populacji względem narodowości i przynależności etnicznej wyglądał następująco:
- Słowacy – 81,15%
- Czesi – 0,82%
- Romowie – 16,39%

Ze względu na wyznawaną religię struktura mieszkańców kształtowała się w 2001 roku następująco:
- Katolicy rzymscy – 4,92%
- Ewangelicy – 74,59%
- Prawosławni – 0,82%
- Ateiści – 18,03%
- Nie podano – 1,64%